# 節会
節会（せちえ）とは、日本の宮廷で節日（祝の日）などに天皇のもとに群臣を集めて行われた公式行事。饗宴を伴う。

## 主な種類
奈良時代以前（律令制下）から続いた。
- 元日節会（正月一日）
- 白馬節会（正月七日）
- 踏歌節会（正月十六日）
- 上巳節会（三月三日）
- 端午節会（五月五日）
- 相撲節会（七月七日、のち七月下旬）
- 重陽節会（九月九日）
- 豊明節会（十一月新嘗祭翌日の辰の日）
- 釈奠
- 盂蘭盆

## 五節会
平安時代には、元日、白馬、踏歌、端午、豊明が五節会として、特に重んじられた。

## 五節句
江戸時代には、人日（一月七日）、上巳、端午、七夕、重陽を幕府が式日として定め、五節句として重視した。